# Jon Bing
Jon Bing (30. dubna 1944, Tønsberg, Norsko – 14. ledna 2014) byl norský profesor práva a spisovatel vědeckofantastické literatury. Byl členem Norské akademie nauk (Det Norske Videnskaps-Akademi). Ve svém díle byl ovlivněn britskou Novou vlnou. Spolupracoval dlouhou dobu s Tor Åge Bringsværdem.

## Literární dílo

### Romány
- Det myke landskapet (1970) - česky znamená „Měkká krajina“

### Sbírky povídek
- Komplex (1969)
- Knute-skrift (1970) - česky znamená „Uzlové písmo“